# Sandro Agricola
Sandro Agricola (* 25. Juni 1987 in Bad Tölz) ist ein deutscher Eishockeytorwart, der aktuell für die Deggendorf Fire in der Oberliga spielt.

## Karriere
Agricola begann seine Karriere im Nachwuchs des EC Bad Tölz, wo er 2002 erstmals für die Juniorenmannschaft in der Deutschen Nachwuchsliga aktiv war. Während der Torhüter in der Saison 2003/04 in den Profikader einberufen wurde, jedoch kein Spiel absolvierte, kam er in der folgenden Spielzeit zu seinem ersten Einsatz in der 2. Bundesliga. Es folgten weitere fünf Partien in der zweithöchsten deutschen Spielklasse, ehe Agricola im Sommer 2006 ein Vertragsangebot des damaligen Ligakonkurrenten, der Grizzly Adams Wolfsburg, annahm, die er allerdings nach nur wenigen Monaten wieder verließ und sich dem Oberligisten Hannover Indians anschloss.
Bei den Indians konnte der damals 20-jährige gute Leistungen zeigen und zog somit das Interesse der Kölner Haie auf sich, die ihn zur Spielzeit 2008/09 nach Köln transferierten und ihn mit einer Förderlizenz für den Drittligisten EHF Passau Black Hawks ausstatteten. Agricola geht somit in der Saison 2008/09 sowohl für die Kölner Haie, als auch für den EHF Passau aufs Eis. Zur Saison 2009/10 schloss er sich dem Passauer Lokalrivalen Deggendorf Fire an.